# Agilulfo di Colonia
Agilulfo di Colonia (... – Amblève, 750 o 752) è stato un monaco tedesco che divenne abate e vescovo di Colonia. La Chiesa cattolica lo venera come santo e lo ricorda il 31 marzo.

## Biografia
Vi è una certa confusione su questo santo. Secondo una Passio del secolo XII Agilulfo, vescovo di Colonia e consigliere di Carlo Martello, sarebbe stato assassinato nel 716. Secondo un'altra Passio coeva invece, Agilulfo sarebbe stato vescovo di Colonia ed Abate di Stablo e di Malmedy, ma alcuni dati storici sembrano affermare che l'abate di Stablo e Malmedy e l'omonimo vescovo di Colonia siano due persone diverse.
La sua nomina alla carica di vescovo di Colonia ha avuto luogo intorno all'anno 745, su richiesta dell'aristocrazia franca del regno. 
Fu lodato da papa Zaccaria per la sua Professio fidei del 747.
La partecipazione di Agilulfo al Sinodo di Bonifacio è testimoniata da una lettera papa Zaccaria dal 1º maggio 748.
L'anno della sua morte può essere il 752.

## Culto
La sua memoria liturgica è fissata nel Martirologio Romano al 31 marzo: «A Colonia in Austrasia, ora in Germania, sant'Agilolfo, vescovo, illustre per la santità di vita e la predicazione».
A Colonia si commemora anche il 9 luglio per ricordare l'arrivo delle sue reliquie nel 1062.